# Brittsommar

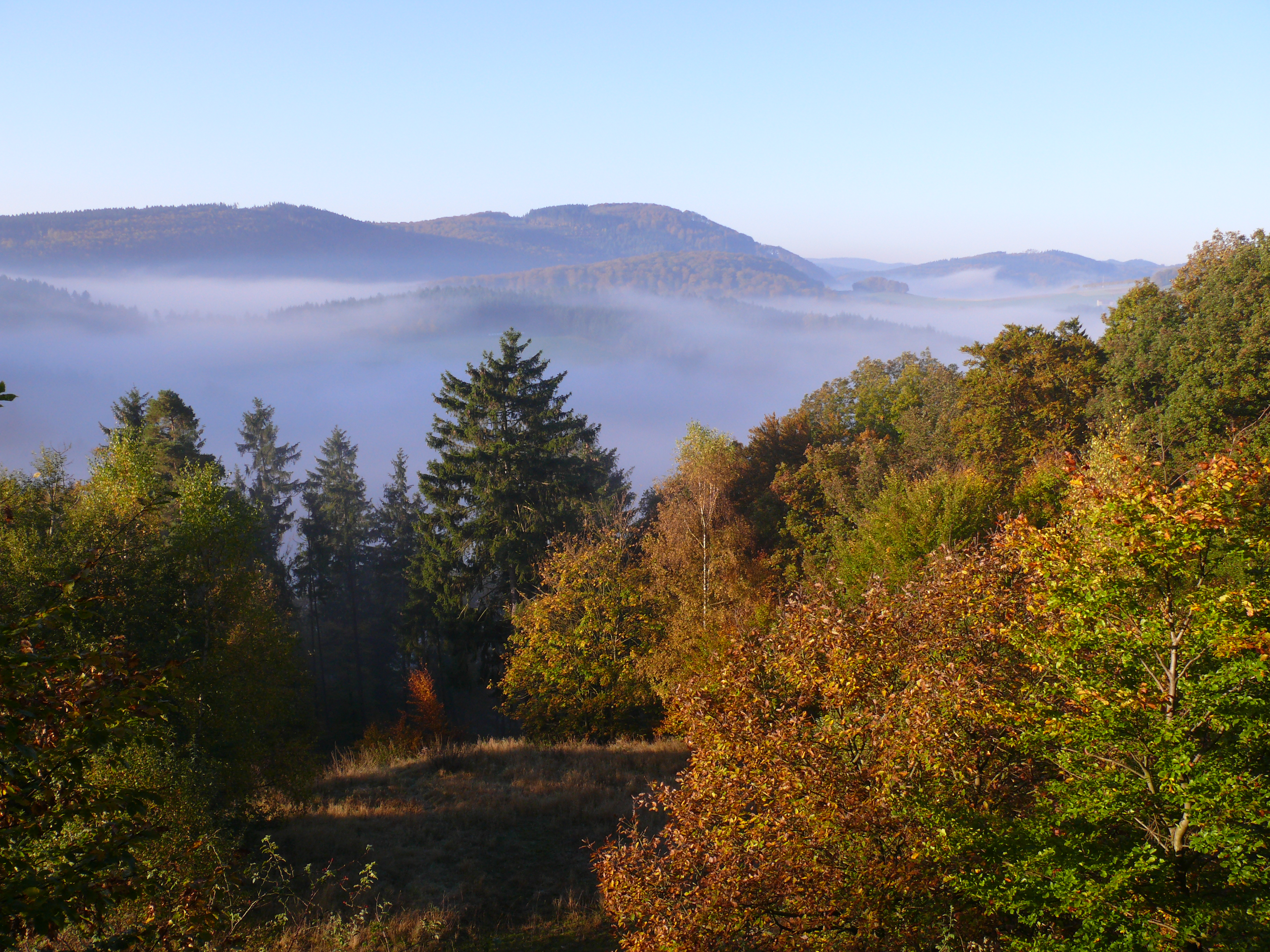
En sommarliknande dag i Tyskland den 14 oktober 2007, men ordet brittsommar finns bara i svenskan.

Brittsommar (även brittmässesommar, fattigmanssommar eller grävlingssommar) kallas en period med varma, soliga och sommarliknande dagar under hösten. Brittsommar är huvudsakligen detsamma som indiansommar, men brukar begränsas till tiden omkring den 7 oktober.

## Historia och definition
Uttrycket brittsommar hänger samman med Birgitta och Britta, som har namnsdag 7 oktober. Ursprungligen firades då heliga Birgittas helgonförklaring 7 oktober 1391. Det var då det hölls Brittmässa (ibland skrivet Brittmäss), en officiell höstmarknad. Ibland sägs att det endast är varma perioder runt den 7 oktober som kan kallas brittsommar.
Det förekommer olika definitioner av begreppet. Ibland förekommer krav som att den varma perioden måste komma efter en period av lägre lufttemperatur under dagen eller att temperaturen måste vara över 20 grader någon gång under dagen. SMHI sammanfattar det enligt följande: "I allmänhet avses varma och soliga dagar omkring Birgittadagen den 7 oktober. Vanligtvis finns också kravet att det dessförinnan ska ha varit minst en period med kyligt och höstlikt väder.". SMHI anser att brittsommar ofta innebär nästintill sommarlika temperaturer i kombination med sol, samtidigt som träden har höstfärgade löv.

## Etymologi
Enligt SMHI finns en legend som säger att Heliga Birgitta tyckte att klimatet i Norden var så kallt och bistert att hon bad för invånarna. Herren ska då ha svarat med att kring den heliga Birgittas dag ge invånarna några extra sommardagar.
Det tidigaste belägget för ordet brittsommar i svenskan är från 1856 från Fredrika Bremers bok Hertha. Det äldre begreppet brittmässesommar, finns belagt från första halvan av 1800-talet. Brittsommar har även benämnts som fattigmanssommar och grävlingssommar (tiden då grävlingen är ute och samlar till sitt förråd av livsförnödenheter för vintern).
Uttrycket brittsommar finns endast i svenskan. I flera andra europeiska länder förknippas varmare perioder under hösten däremot med andra helgon, framförallt Martin av Tours kopplat till den 11 november och Lukas kopplat till den 18 oktober.

## Statistik
I Sverige förekom under perioden 1961–2007 i 8,4% av fallen en period mellan den 4 och 10 oktober där den maximala dagstemperaturen översteg temperaturen mitt emellan den normalt högsta och den absolut högsta oktobertemperaturen på 17 olika stationer på olika platser i Sverige. 1962, 1973, 1995 och 2005 inträffade detta på många av dessa stationer.